# Highfields (Australia)
Highfields – miasto w Australii, w stanie Queensland.